# 내 친구 제제
"내 친구 제제"는 한국에서 제작된 이세룡 감독의 1989년 가족, 드라마 영화이다. 김현수 등이 주연으로 출연하였고 한현숙 등이 제작에 참여하였다.

## 출연

### 주연
- 김현수
- 신구

## 기타
- 조명: 오준영